# Stephanopis obtusifrons
Stephanopis obtusifrons es una especie de araña del género Stephanopis, familia Thomisidae.

## Distribución
Se distribuye por Australia: Nueva Gales del Sur.

## Taxonomía
Fue descrita por Rainbow en 1902.
Tratamiento taxonómico
La especie aparece registrada y publicada en Rainbow 1902c: 491, pl. 18, f. 3.